# Варци, Акилле

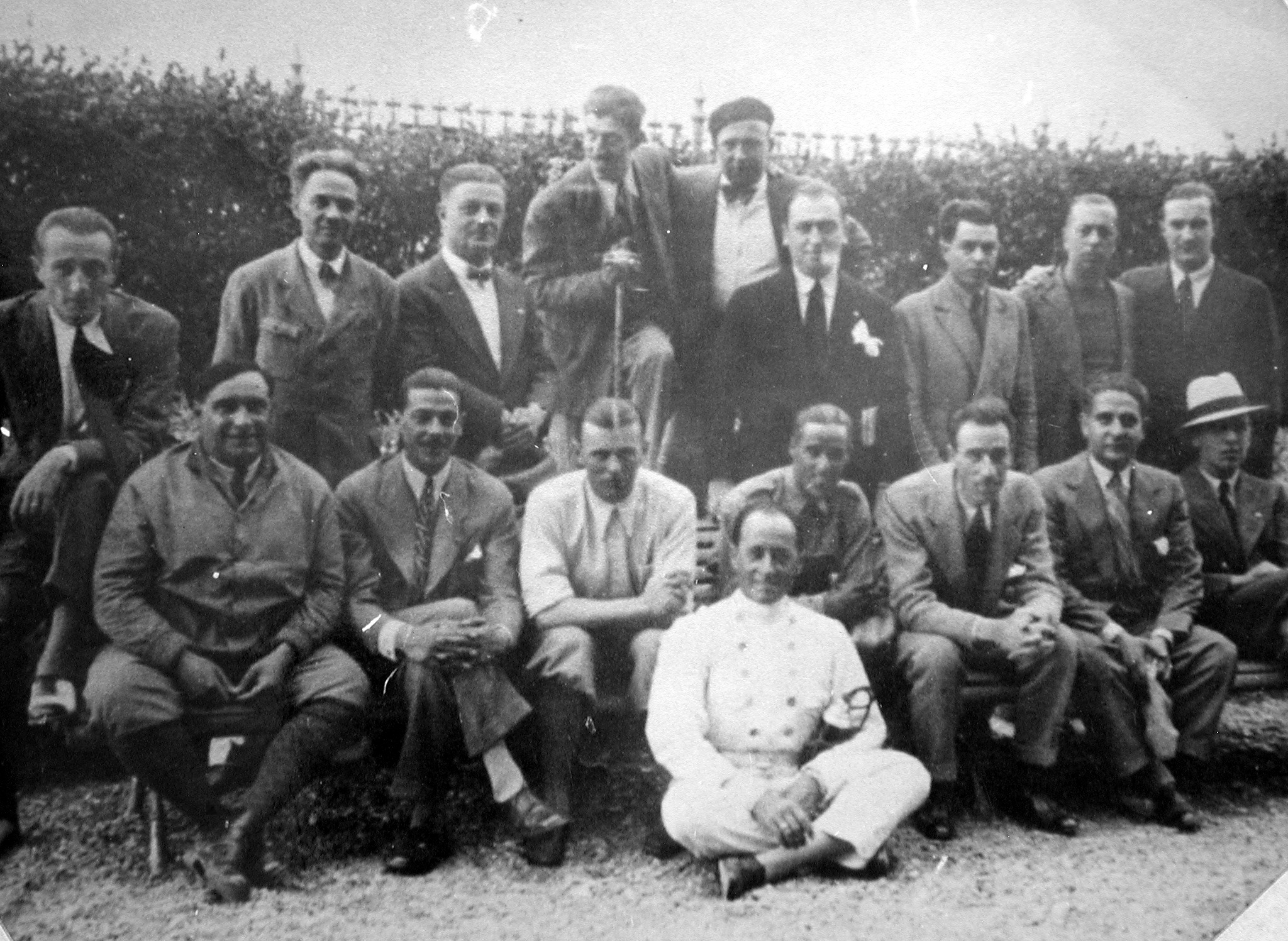
Пилоты команды Alfa Romeo, Акилле Варци (3-й снизу слева)

Акилле Варци (итал. Achille Varzi; 8 августа 1904, Галлиате, Новара, Пьемонт, Италия — 1 июля 1948, Бремгартен, Аргау, Швейцария) — итальянский автогонщик, участвовавший в гонках серии Гран-При.

## Карьера
Акилле Варци родился в Галлиате итальянской провинции Новара (Пьемонт) в семье успешного текстильного производителя. В молодости, он успешно выиграл мотоциклетную гонку в Галлиате, DOT, Moto Guzzi и Sunbeam, а также принял участие в семи гонках острова Мэн с 1924 года и до своего перехода в автогонки в 1928 году, где следующие десять лет он конкурировал с великим Тацио Нуволари.
Свою первую гонку он провел на Type 35 от Bugatti, но потом быстро перебрался в Alfa Romeo, с которой он смог выиграть крупные гонки в ходе Гран-при Италии сезона 1929 года. В 1930 году Варци перебрался на относительно новую модель новой компании Maserati. Он управлял ей также хорошо, как и Alfa Romeo, завоевал свой гоночный национальный чемпионский титул. Позже он повторил это достижение в 1934 году. Одна из его больших побед пришла на престижном Targa Florio, где он обогнал тогдашнего фаворита Луи Широна. Следующая победа последовала в 1933 году на Гран-при Триполи.
Варци выиграл шесть Гран-При в 1934 году за рулём Alfa Romeo P3: в Александрии, Триполи, Педральбесе, Кубке Сиано, на Ницце и в Тарга Флорио.
В Alfa Romeo он работал под началом Энцо Феррари, но в итоге Варци решил перебраться в Auto Union, где выступал с 1935 по 1937 годы. Любитель хорошей жизни, Варци наткнулся на серьезные личные проблемы, включая употребление морфина и серьезные романы с Эльзой Питч, женой автогонщика Пауля Пича. В итоге, он быстро ушёл в тень своего напарника по команде Бернда Роземайера. Его победы сократились до четырёх, и он не смог выиграть свой третий Гран-При Триполи на третьем автомобиле. С 1938 года Варци выпал из поля зрения в результате прекращением гонок в Европе из-за начала Второй Мировой Войны. В ходе войны, Варци смог преодолеть тягу к наркотикам и остепенился, женившись на Норме Коломбо (Norma Colombo). В конце войны, Варци предпринял попытку возвращения в гонки в возрасте 42-х лет. В 1946 году, он попытал счастье в гонке на Maserati в Индианаполисе 500, но завалил квалификацию. В 1947 году, он выиграл три мелких Гран-при и отправился в Аргентину для гонок в Гран-при Буэнос-Айэреса.

## Смерть
Акилле Варци был участником Гран-при Швейцарии 1948 года, проходившего на трассе Бремгартен. В ходе тренировочных заездов пошёл мелкий дождь. Его Alfa Romeo 158 закрутило на мокрой дороге, в результате чего автомобиль перевернулся, что привело к гибели Варци. После его смерти FIA обязала всех гонщиков использовать шлемы, что до этой трагедии было только по желанию самого автогонщика.

## Достижения
В 1991 году Джорджио Терруцци (Giorgio Terruzzi) описал его биографию в книге «Una curva cieca — Vita di Achille Varzi».
В ходе своей карьеры, Акилле Варци поучаствовал в 139 гонках и выиграл 33-и. Некоторые основные из них:
- Афус 1933
- Кубок Акербо 1930, 1935
- Кубок Сиано 1929, 1934
- Гран-при Франции 1931
- Гран-при Монцы 1929, 1930
- Гран-при Ниццы 1934
- Гран-при де Валентино 1946
- Милле Милья 1934
- Гран-при Монако 1933
- Гран-при Пенья Рин 1934
- Targa Florio 1930, 1934
- Гран-при Сан-Ремо 1937
- Гран-при Испании 1930
- Гран-при Триполи 1933, 1934, 1936
- Гран-при Туниса, 1931, 1932
- Гран-при Турина 1946

## Наследие
Команда Формулы-1, участвующая в нескольких гонках 1950 года, носила имя «Scuderia Achille Varzi». Команда состояла из болидов Maserati 4CL и 4CLT и гонщиков Хосе Фройлана Гонсалеса, Тони Бранка, Альфредо Пиана и Нелло Пагани(Nello Pagani).
5 июня 2004 года Почта Италии выпустила марку в честь памяти Акилле Варци.
В своём родном городе и в родной Италии, Акилле Варци до сих пор является иконой автоспорта. Его сын Акилле С. Варци(Achille C. Varzi) — профессор философии в Колумбийском университете.

## Чемпионаты Европы
1933—1934 — неофициальные
| В таблице перечислены результаты всех Гран-при, в которых принимал участие гонщик. Строками таблицы являются сезоны, столбцами — этапы чемпионата Европы. В каждой клетке указаны сокращённое название этапа и результат, дополнительно обозначенный цветом. Расшифровка обозначений и цветов представлена в нижеследующей таблице. |                                                                    |      |
| \| Пример \| Описание \| Очки \| \| ------------ \| ------------------------------------------------------------------ \| ---- \| \| 1 \| Победитель \| 1 \| \| 2 \| Второе место \| 2 \| \| 3 \| Третье место \| 3 \| \| 5 \| Прошёл более 75% дистанции \| 4 \| \| 8 \| Прошёл более 50%, но менее 75% дистанции \| 5 \| \| Сход \| Прошёл более 25%, но менее 50% дистанции \| 6 \| \| Сход \| Прошёл менее 25% дистанции \| 7 \| \| ДСК \| Дисквалифицирован \| 8 \| \| НС \| Участвовал в тренировках, но не стартовал в гонке \| 8 \| \| ОТК \| Отказ от участия \| 8 \| \| НТР \| Прибыл на соревнования, но на трассу не выезжал \| 8 \| \| НПР \| Был заявлен в числе участников, но не прибыл к началу соревнований \| 8 \| \| \| Не участвовал \| 8 \| \| Поул-позиция \| \| \| \| Быстрый круг \| \| \| |                                                                    |      |
| Пример | Описание                                                           | Очки |
| 1 | Победитель                                                         | 1    |
| 2 | Второе место                                                       | 2    |
| 3 | Третье место                                                       | 3    |
| 5 | Прошёл более 75% дистанции                                         | 4    |
| 8 | Прошёл более 50%, но менее 75% дистанции                           | 5    |
| Сход | Прошёл более 25%, но менее 50% дистанции                           | 6    |
| Сход | Прошёл менее 25% дистанции                                         | 7    |
| ДСК | Дисквалифицирован                                                  | 8    |
| НС | Участвовал в тренировках, но не стартовал в гонке                  | 8    |
| ОТК | Отказ от участия                                                   | 8    |
| НТР | Прибыл на соревнования, но на трассу не выезжал                    | 8    |
| НПР | Был заявлен в числе участников, но не прибыл к началу соревнований | 8    |
| | Не участвовал                                                      | 8    |
| Поул-позиция |                                                                    |      |
| Быстрый круг |                                                                    |      |

| Год   | Команда          | Марка      | 1        | 2        | 3        | 4        | 5        | 6     | EDC | Очки |
| ----- | ---------------- | ---------- | -------- | -------- | -------- | -------- | -------- | ----- | --- | ---- |
| 1931  | Usines Bugatti   | Bugatti    | ITA Сход | FRA 1    | BEL Сход |          |          |       | 4=  | 12   |
| 1932  | Этторе Бугатти   | Bugatti    | ITA Сход | FRA Сход | GER      |          |          |       | 16= | 21   |
| 1933  | Этторе Бугатти   | Bugatti    | MON 1    | FRA      | BEL 2    | ITA Сход | ESP 4    |       |     |      |
| 1934  | Scuderia Ferrari | Alfa Romeo | MON 6    | FRA 2    | BEL Сход | BEL Сход | ITA Сход | ESP 5 |     |      |
| 1935  | Auto Union       | Auto Union | BEL      | GER 8    | SUI 4    | ITA Сход | ESP Сход |       | 8   | 27   |
| 1936  | Auto Union       | Auto Union | MON 2    | GER      | SUI 2    | ITA Сход |          |       | 4   | 19   |
| 1937) | Auto Union       | Auto Union | BEL      | GER      | MON      | SUI      | ITA 6    |       | 20= | 36   |